# Камппи
Ка́мппи (фин. Kamppi, швед. Kampen) — район Хельсинки, расположен в западной части города в центральном округе. Ранее здесь располагалось поле, на котором тренировались сперва шведские, а потом русские военные части. Сейчас это один из центральных районов города, где расположены Национальный музей и Парламент.